# 钻石圈

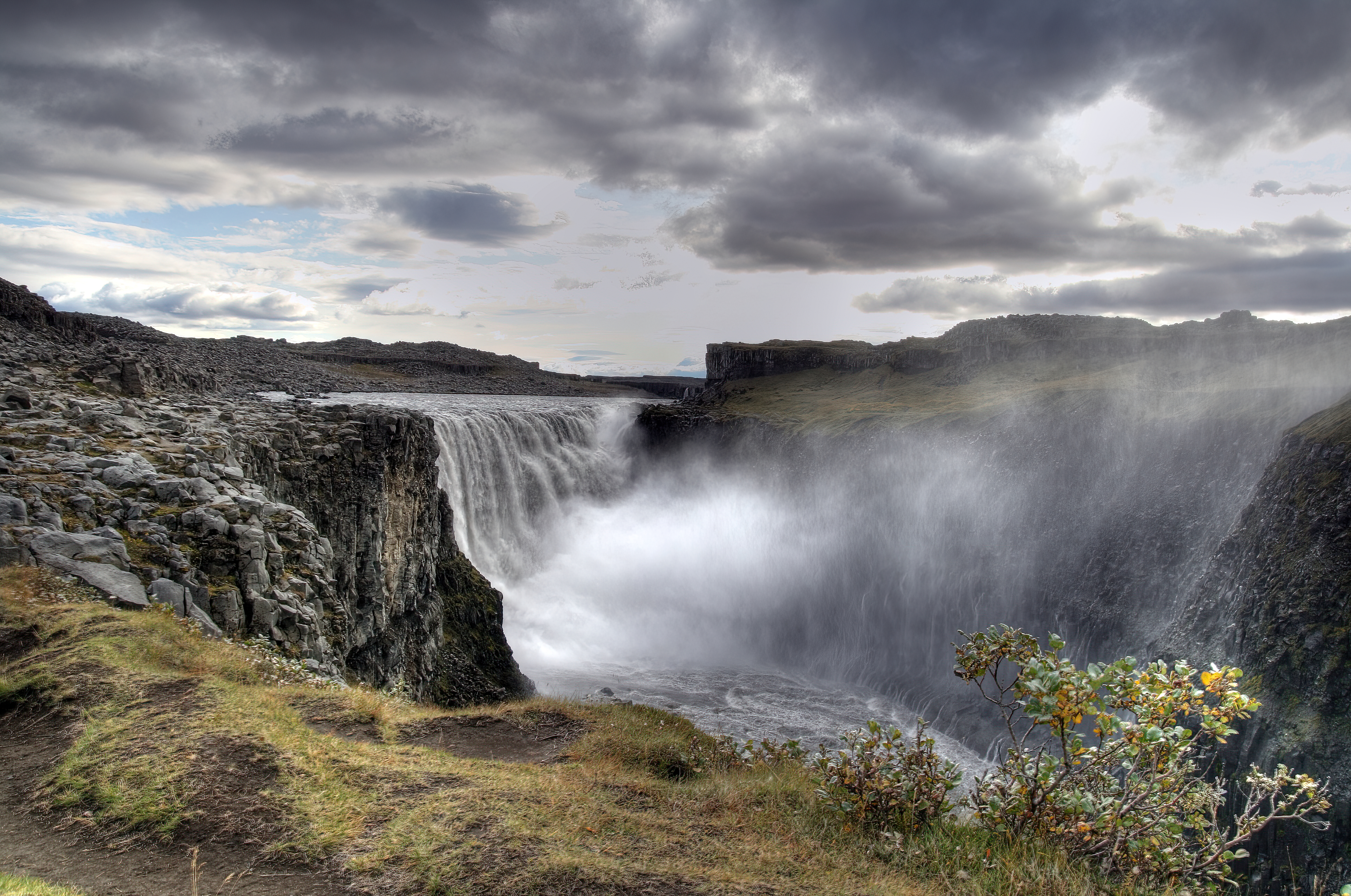
黛提瀑布是冰岛北部钻石圈最热门的景点之一

钻石圈（英語：Diamond Circle）是一条热门旅游线路，在冰岛北部的胡萨维克和米湖周围。
这条线路上的四个主要停靠点是胡萨维克镇、奥斯比吉断层崖、米湖，以及欧洲最汹涌的瀑布黛提瀑布。其他停靠点包括瓦特纳冰川国家公园、眾神瀑布、黑暗城堡（Dimmuborgir）、艾德瀑布、低语悬崖（Whispering Cliffs）和劳加（Laugar）。钻石圈所在的区域富于火山和地热特征。
钻石圈协会是一个非营利组织，致力于保护冰岛北部的钻石圈和周边地区。